# Varaždinsko jezero
Varaždinsko jezero je akumulacijsko jezero na rijeci Dravi, podijeljeno između Međimurske i Varaždinske županije, izgrađeno za potrebe Hidroelektrane Čakovec. Dovršeno je početkom 1980-ih godina.
Jezero je popularna destinacija za kupanje i ribolov, pogotovo na njegovim sjeverozapadnim obalama u blizini Gornjeg Kuršanca.

## Vanjske poveznice
- Geografski i meterološki podaci  Arhivirana inačica izvorne stranice od 21. prosinca 2016. (Wayback Machine) Državni zavod za statistiku - statistički ljetopis 2009.